# 에어 타히티 누이
에어 타히티 누이(영어: Air Tahiti Nui)는 프랑스령 폴리네시아의 항공사로 본사는 프랑스령 폴리네시아 파페에테에 위치해 있으며 허브 공항은 파아아 국제공항이 있다.

## 역사
1996년에 설립 했으며 1998년 타히티 섬 북쪽의 항구도시이자 프랑스령 폴리네시아의 수도인 파페에테와 미국 로스앤젤레스를 있는 첫 노선을 운항하기 시작했다. 같은 해 일본 도쿄에 취항했다. 2000년 오사카와 오클랜드 노선을 새로 열었다. 2002년 에어프랑스와 제휴를 맺고 파리 노선을 주 5회로 늘렸다. 2005년 시드니와 뉴욕에 새로 취항했으나, 2017년 이후 두 노선 모두 단항했다.

## 운항 노선
- 2012년 1월 현재 에어 타히티 누이는 다음과 같은 노선을 운항한다.

### 코드쉐어 협정
- 에어 타히티 누이는 다음과 같은 항공사와 코드쉐어 협정을 하고 있으며 스카이팀, 스타 얼라이언스, 원월드 회원과 코드쉐어 협정을 하고 있다.

| - LATAM 칠레 - 대한항공 (스카이팀) - 아메리칸 항공 (원월드) - 에어 뉴질랜드 (스타 얼라이언스) - 에어칼린 - 에어 프랑스 (스카이팀) - 일본항공 (원월드) - 콴타스 항공 (원월드) |

## 보유 기종

### 현재 보유중인 기종
- 2019년 9월 기준으로 에어 타히티 누이는 다음과 같은 기종을 보유하고 있다.[1][2]

## 사진

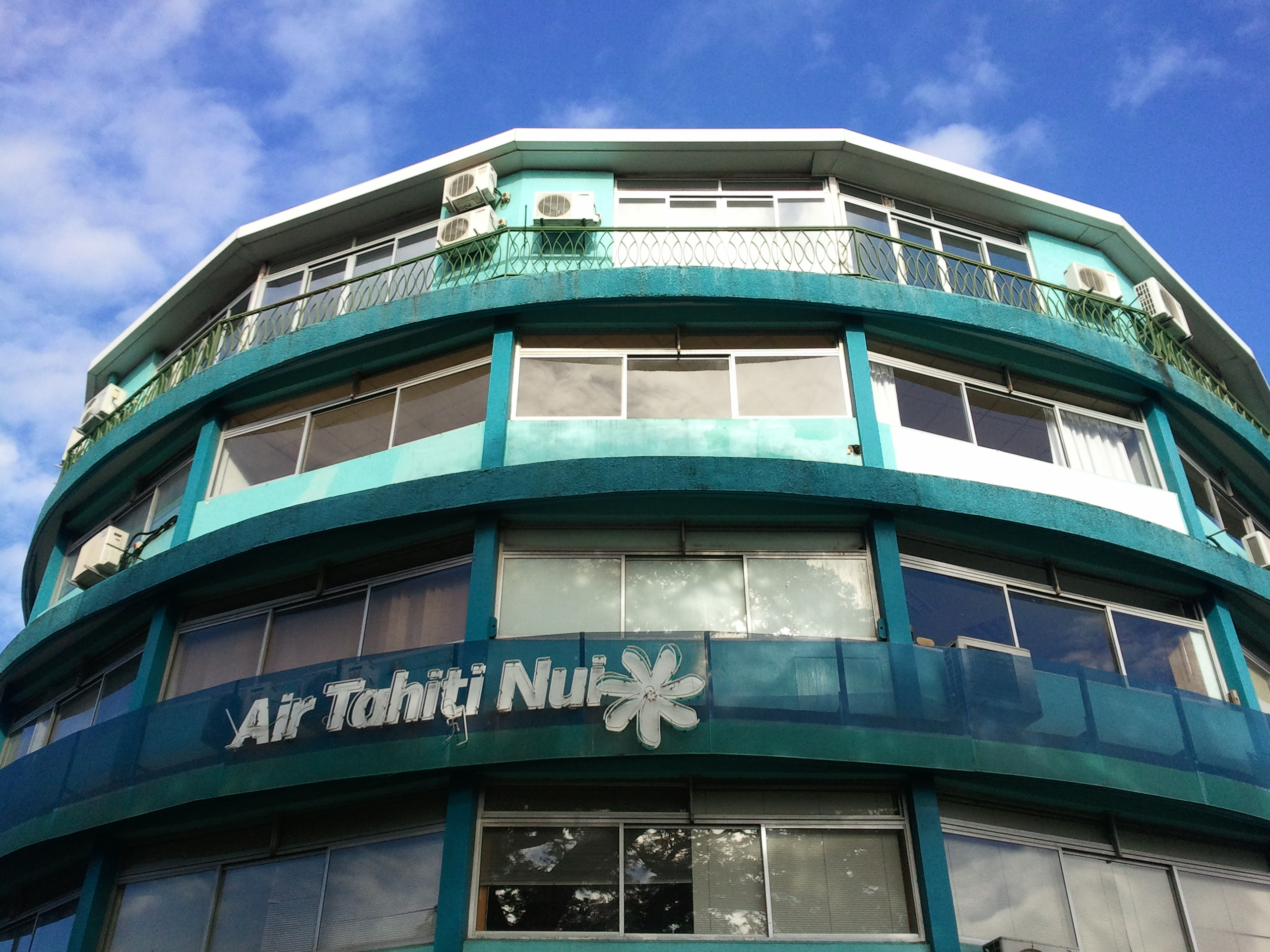
에어 타히티 누이의 본사
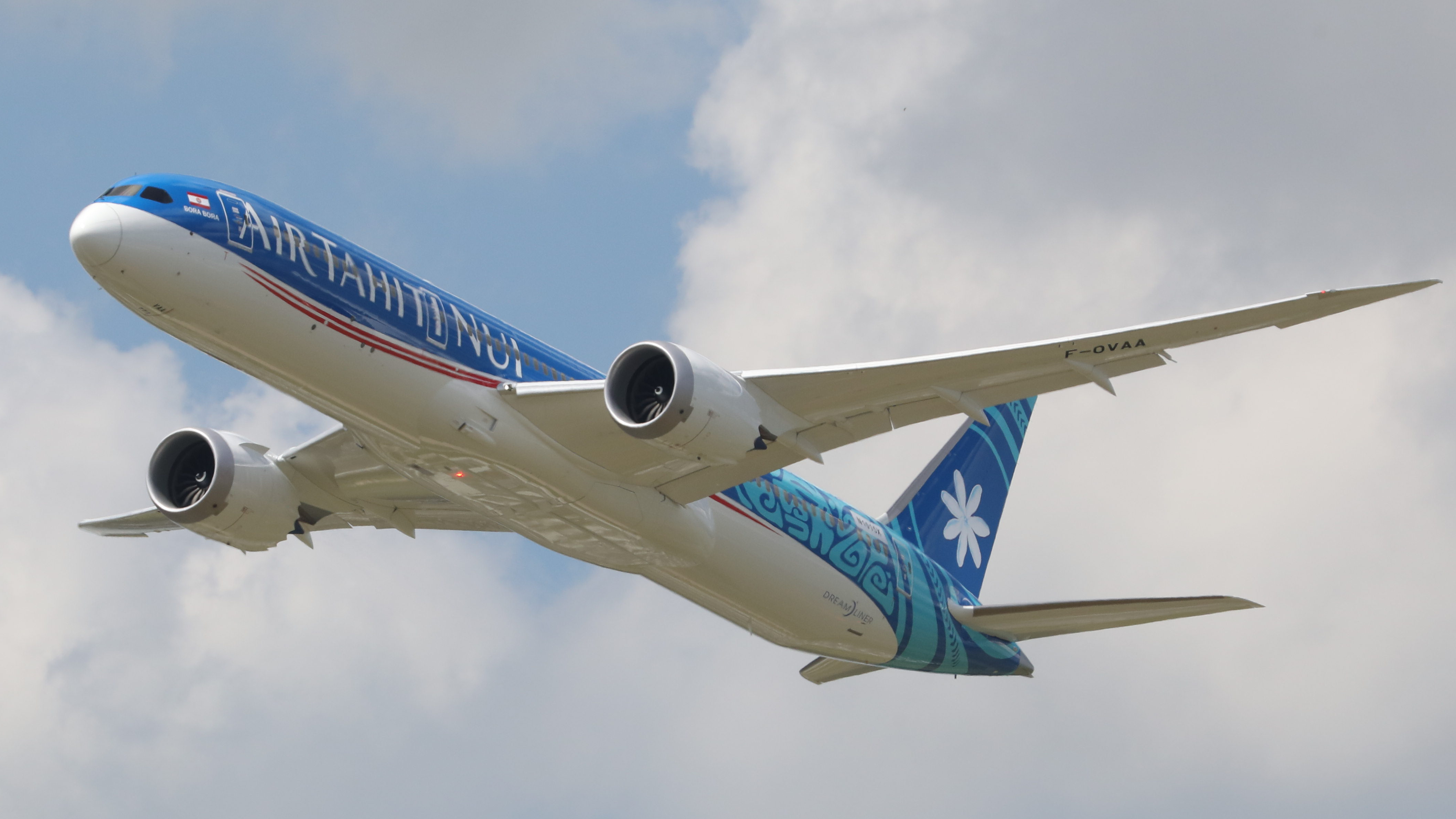
에어 타히티 누이의 보잉 787-9
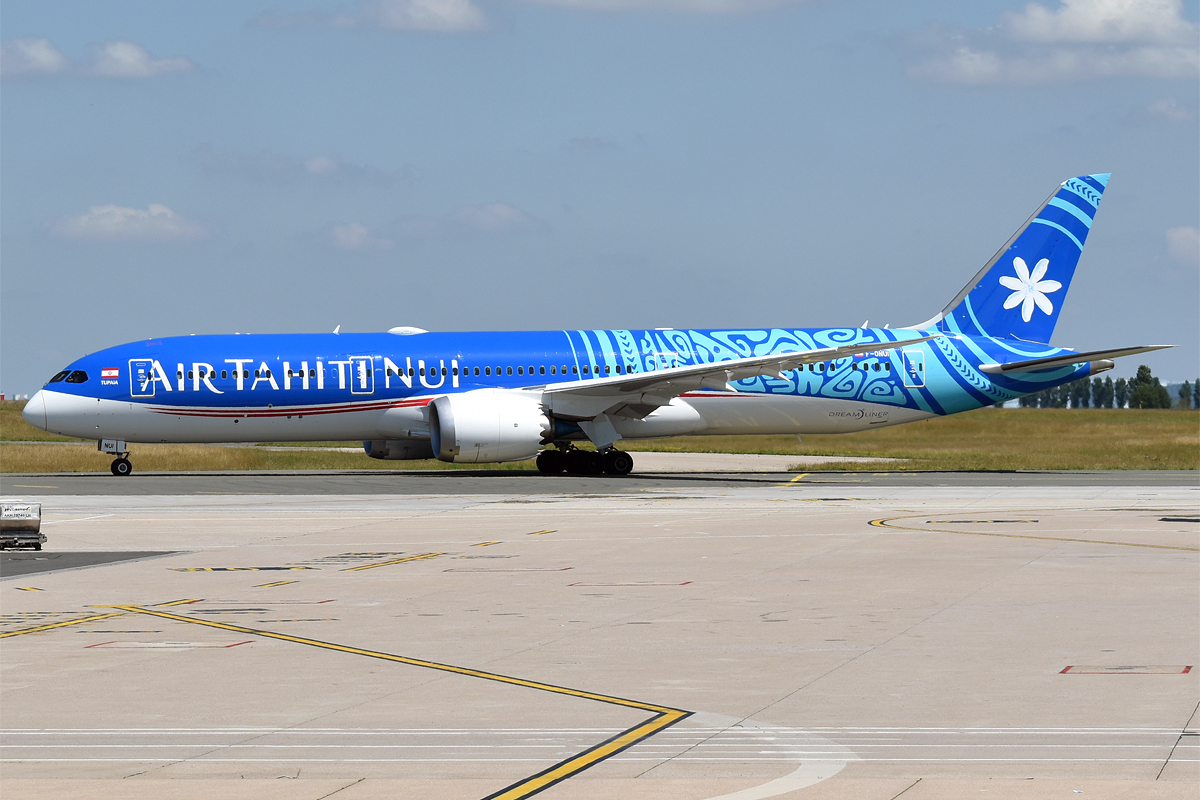
에어 타히티 누이의 보잉 787-9
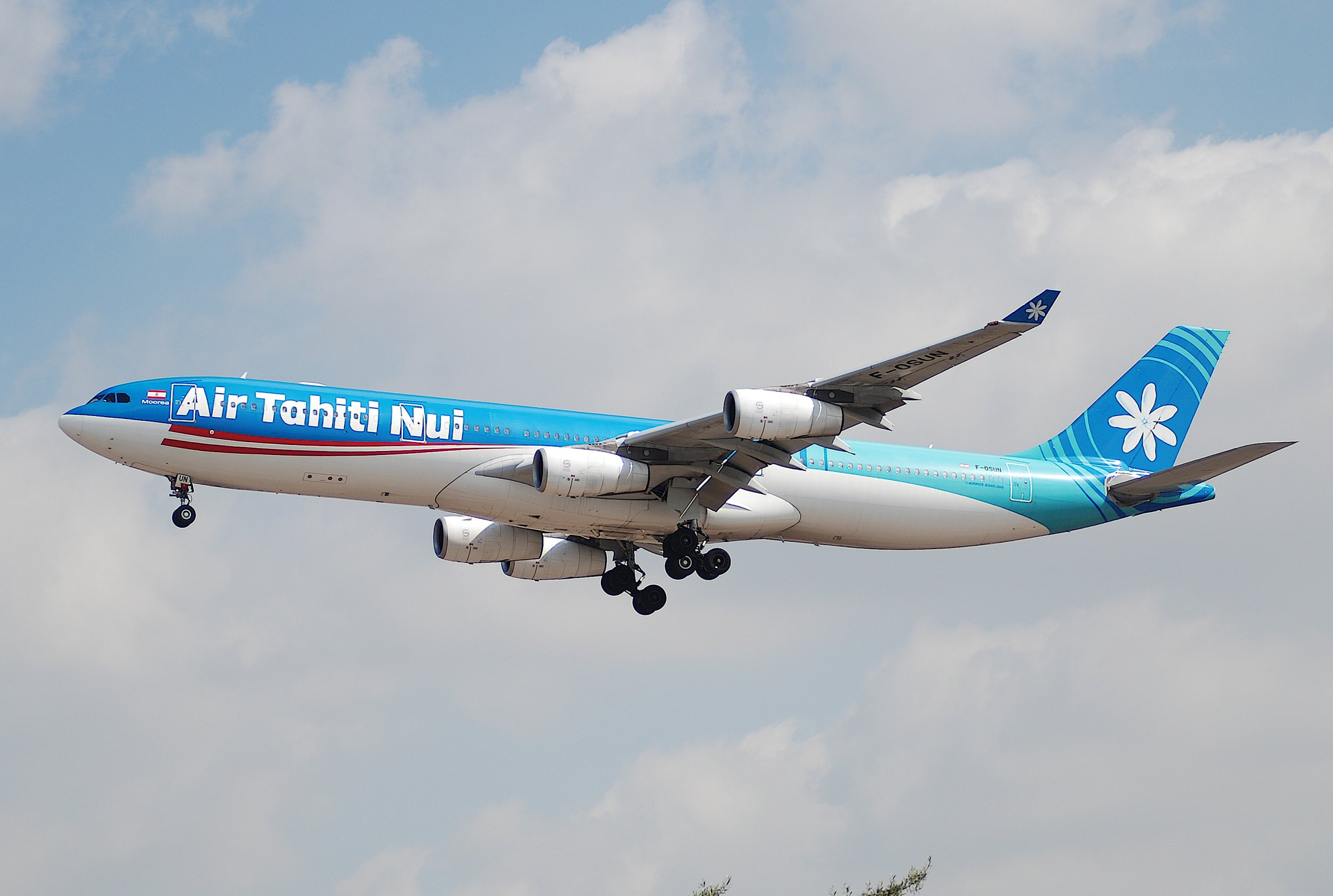
에어 타히티 누이의 에어버스 A340-300 (퇴역)
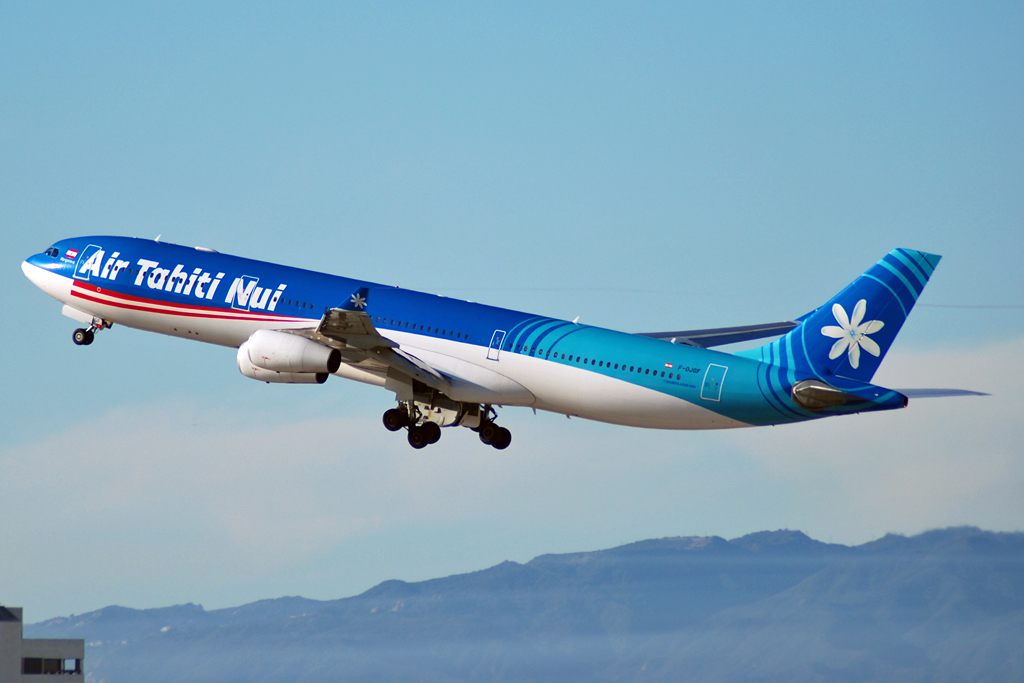
에어 타히티 누이의 에어버스 A340-300 (퇴역)
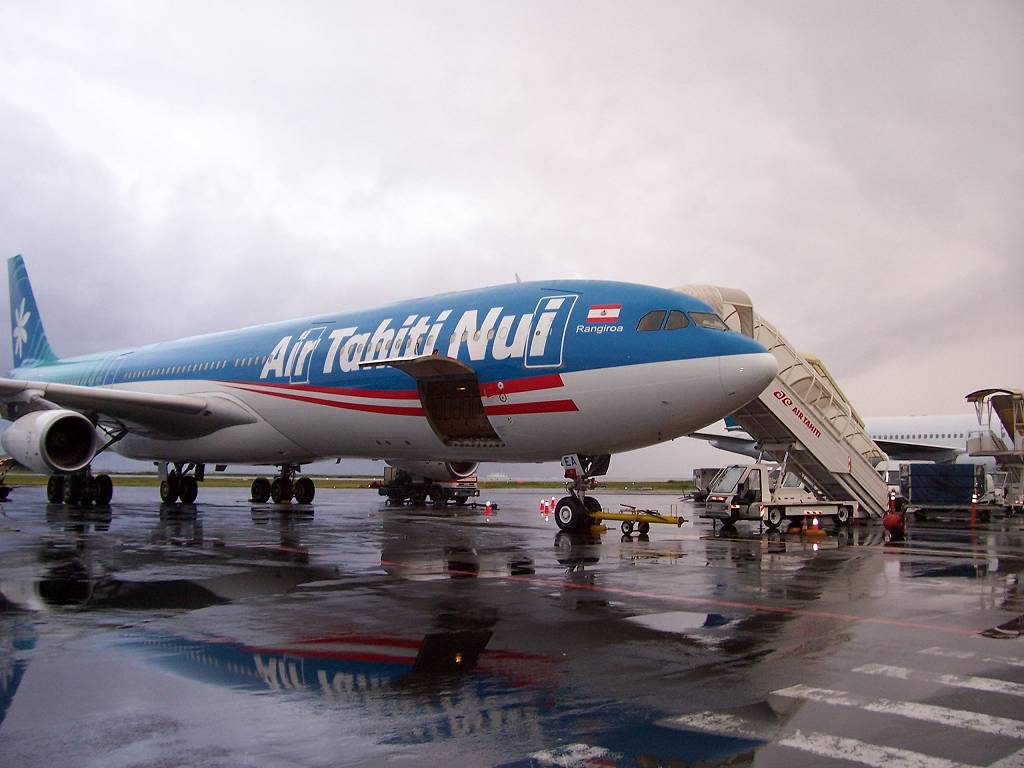
에어 타히티 누이의 에어버스 A340-300 (퇴역)